# Mohammad Hossein Naqhdi
Mohammad Hossein Naqhdi (persisch محمدحسین نقدی; * 1951 oder 1952 in Yazd; † 16. März 1993 in Rom) war der ehemalige Geschäftsträger der iranischen Botschaft in Italien, der die Botschaft im März 1982 verließ und 1984 Vertreter Nationaler Widerstandsrat des Iran wurde. Er wurde am 16. März 1993 in Italien ermordet.

## Leben und Bildung
Mohammad Hossein Naqdi wurde 1951 in Yazd geboren. Während seiner Studienzeit Ende der 1960er Jahre wurde er aufgrund von Studentenprotesten und seiner Unterstützung der Studentenbewegung mehrmals verhaftet und inhaftiert. Nach Abschluss seines Universitätsstudiums arbeitete er als Geologe bei der National Oil Company of Iran und in den Jahren 1970 und 1971 bei der Atomic Energy Organization. 1980 reiste er dank eines Stipendiums nach Italien und absolvierte einen Spezialisierungskurs an der Mailänder Verwaltungsschule.

## Aktivitäten
Nach Abschluss seines Studiums in Italien und Rückkehr in den Iran wurde er im Außenministerium angestellt und diente 1981 als Geschäftsträger an der iranischen Botschaft in Rom. Am 19. April 1982 beschloss er im Gegensatz zu Khomeini und zur Verteidigung der Ideale von Demokratie und Freiheit, sich von der Regierung der Islamischen Republik zu trennen, übergab seinen Diplomatenpass an die italienischen Behörden und übernahm die Vertretung des Nationalen Widerstandsrats in Italien.
Er war unter italienischen Politikern und Mitgliedern des italienischen Parlaments aktiv und unterstützte den Nationalen Widerstandsrat. Eine seiner letzten diplomatischen Aktionen bestand darin, die Unterstützung von mehr als 300 italienischen Parlamentariern für den Nationalen Widerstandsrat zu gewinnen und ihre gemeinsame Erklärung zu veröffentlichen. Er arbeitete in internationalen Organisationen gegen die iranische Regierung.
Mohammad Hossein Naqhdi wurde am 16. März 1993 um 9:30 Uhr auf dem Weg zu Arbeit von zwei Unbekannten auf eines Vespa mit automatischen Waffen angeschossen. Er starb auf dem Weg ins Krankenhaus. Die Stadt Rom ließ am Ort des Anschlags eine Erinnerungstafel anbringen.

## Mord
Am 16. März 1993 um 9:30 Uhr, als Naqdi zu seinem Arbeitsplatz im römischen Viertel Monte Sacro ging, näherten sich zwei unbekannte Männer auf einer mit automatischen Waffen bewaffneten Vespa seinem Auto und schossen auf ihn. 
Polizeiberichten zufolge wurde Naqdi in Kopf und Hals angeschossen und starb, bevor er das Krankenhaus erreichte. Bei der verwendeten Waffe handelte es sich um eine Maschinenpistole vom Typ Scorpion 65.7 mit Schalldämpfer, deren Seriennummer gelöscht worden war. Sie wurde am Nachmittag in einer Mülltonne in der Via Monte Rotta in Rom gefunden.
Wie die Zeitung La Repubblica berichtet, ergaben die Ermittlungen, dass der Mord von Agenten der Islamischen Republik Iran begangen wurde.
Nach Angaben von Naqdis Frau erhielt der Diplomat drei Tage vor dem Attentat Morddrohungen von Hamid Parandeh und einer anderen Person.

## Hintergrund
Naqdis Frau behauptet, dass Hamid Parandeh drei Tage vor dem Vorfall, am 13. März, zusammen mit einer anderen Person Naqdi mit dem Tod gedroht habe.
Einer der Urheber dieses Morddrohung war Hamid Parandeh, der Diplomat der Islamischen Republik in Italien, der drei Jahre lang in der iranischen Botschaft in Bonn für den Kodex zuständig war und der deutschen und italienischen Polizei als Verdächtiger bekannt ist. Wenige Tage vor dem Attentat, am 8. Januar 1993 (zwei Monate vor dem Attentat), reiste er mit dem Diplomatenpass 010236 nach Rom ein und legte den italienischen Behörden, der Botschaft der Islamischen Republik Iran, seine Adresse vor.
Am 9. März reisten zwei Personen namens Hossein Nisavi, geboren in Isfahan, 35 bis  40 Jahre alt, und Ahmed Kalami Hajabadi nach Rom ein und gingen von Parandeh zur iranischen Botschaft. Diese beiden Personen verließen Rom am 16. März 1993, zwei Tage nach dem Attentat.

## Monument
Zur Erinnerung an die Ereignisse in Rom haben die Bürgermeister von Rom am Ort des Attentats eine Gedenktafel mit der Aufschrift „Mohammed Hossein Naqdi, ein Vertreter des iranischen Widerstands gegen die Chomeini-Diktatur, wurde auf diesem Platz ermordet“ angebracht. am 16. März 1993.